# Tapestry (WEAVERのアルバム)
『Tapestry』（タペストリー）は、WEAVERの1作目のミニアルバム。2010年2月3日にA-Sketchから発売された。

## 概要
WEAVERにとって初のアルバム作品であり、メジャーデビュー後初のCD作品。配信限定シングルの3曲と新曲3曲の全6曲が収録されている。初回限定盤と通常盤があるが、一部地域の店舗で販売されていた初回限定盤には、大阪と福岡で行われるアルバム購入者を対象としたスペシャルライブ「(T＋SPL)×W＝980 〜WE ARE WEAVER〜」の応募券が付属していた。

## 収録内容
| 全作詞: 河邉徹、全作曲: 杉本雄治、全編曲: WEAVER。 |                    |        |            |      |
| #                                                  | タイトル           | 作詞   | 作曲・編曲 | 時間 |
| 1.                                                 | 「トキドキセカイ」 | 河邉徹 | 杉本雄治   | 3:53 |
| 2.                                                 | 「白朝夢」         | 河邉徹 | 杉本雄治   | 5:33 |
| 3.                                                 | 「レイス」         | 河邉徹 | 杉本雄治   | 4:48 |
| 4.                                                 | 「青に変わって」   | 河邉徹 | 杉本雄治   | 5:31 |
| 5.                                                 | 「2次元銀河」      | 河邉徹 | 杉本雄治   | 4:56 |
| 6.                                                 | 「ネバーランド」   | 河邉徹 | 杉本雄治   | 5:23 |
| 合計時間:                                          | 合計時間:          | 30:04  |            |      |

## タイアップ
| 年     | 楽曲           | タイアップ                                                         |
| ------ | -------------- | ------------------------------------------------------------------ |
| 2009年 | 白朝夢         | ミュゥモ CMソング                                                  |
| 2009年 | レイス         | TBS系『COUNT DOWN TV』2009年11月度エンディングテーマ               |
| 2009年 | トキドキセカイ | 日本テレビ系『音楽戦士 MUSIC FIGHTER』12月度オープニングテーマ     |
| 2010年 | トキドキセカイ | 読売テレビ『Music&Entertainment ガチカメ7』1月度エンディングテーマ |
| 2010年 | 2次元銀河      | 日本テレビ系『音楽戦士 MUSIC FIGHTER』2月度エンディングテーマ      |
| 2010年 | 2次元銀河      | メ〜テレ『スポケン!』エンディングテーマ                            |